# I Smiled Yesterday/Don't Make Me Over
I Smiled Yesterday/Don't Make Me Over è il primo singolo della cantante statunitense Dionne Warwick, pubblicato dalla Scepter nel 1962.
Il singolo, prodotto da Burt Bacharach e Hal David, precede l'uscita dell'album d'esordio Presenting Dionne Warwick (1963).
Gli arrangiamenti e la direzione orchestrale sono dello stesso Bacharach. 

## Tracce
Entrambi i brani sono di Burt Bacharach (musica) e Hal David (testo)
1. I Smiled Yesterday – 2:43
2. Don't Make Me Over – 2:51

## Staff artistico
- Dionne Warwick - voce
- Burt Bacharach - direzione orchestrale